# U-3
O Unterseeboot 3 foi um submarino alemão que serviu na Kriegsmarine durante a Segunda Guerra Mundial. O submarino serviu a maior parte de seu tempo de serviço como um U-Boot de treinamento de novos comandantes, entrando em serviço de combate apenas por 5 vezes, tendo nestas afundado 2 embarcações inimigas. Foi retirado de serviço no dia 1 de Agosto de 1944 em Gotenhafen (Gdynia, Polônia). Foi capturado pelos britânicos no dia 3 de Maio de 1945 e sucateado no mesmo ano.

## Comandantes
| Comandante                | Data                                         |
| ------------------------- | -------------------------------------------- |
| Hans Meckel               | 6 de Agosto de 1935 - 29 de Setembro de 1937 |
| Ernst-Günter Heinickec    | 30 de Setembro de 1937 - Julho de 1938       |
| Kptlt. Joachim Schepke    | 29 de Outubro de 1938 - 2 de Janeiro de 1940 |
| Gerd Schreiber            | 3 de Janeiro de 1940 - 28 de Julho de 1940   |
| Kptlt. Helmut Franzke     | 29 de Julho de 1940 - 10 de Novembro de 1940 |
| Kptlt. Otto von Bülow     | 11 de Novembro de 1940 - 2 de Julho de 1941  |
| Oblt. Hans-Hartwig Trojer | 3 de Julho de 1941 - 2 de Março de 1942      |
| Joachim Zander            | 3 de Março de 1942 - 30 de Setembro de 1942  |
| Oblt. Herbert Zoller      | 1 de Outubro de 1942 - 18 de Maio de 1943    |
| Oblt. Ernst Hartmann      | 19 de Maio de 1943 - 9 de Junho de 1944      |
| Hermann Neumeister        | 10 de Junho de 1944 - 16 de Julho de 1944    |

## Carreira

### Subordinação
| 1 de Agosto de 1935 - 30 de Junho de 1940 | U-Bootschulflottille (flotilha escola) |
| 1 de Julho de 1940 - 31 de Julho de 1944  | 21. Unterseebootsflottille             |

### Patrulhas
|       | Comandante             | Partida     | Partida       | Chegada     | Chegada       | Dias    | Toneladas |
| ----- | ---------------------- | ----------- | ------------- | ----------- | ------------- | ------- | --------- |
| 1     | Kptlt. Joachim Schepke | 4 Set 1939  | Wilhelmshaven | 8 Set 1939  | Wilhelmshaven | 5 dias  |           |
| 2     | Kptlt. Joachim Schepke | 13 Set 1939 | Wilhelmshaven | 24 Set 1939 | Wilhelmshaven | 12 dias |           |
| 3     | Kptlt. Joachim Schepke | 27 Set 1939 | Wilhelmshaven | 3 Out 1939  | Kiel          | 7 dias  | 2,348     |
| 4     | Gerd Schreiber         | 16 Mar 1940 | Kiel          | 29 Mar 1940 | Wilhelmshaven | 14 dias |           |
| 5     | Gerd Schreiber         | 12 Abr 1940 | Wilhelmshaven | 19 Abr 1940 | Wilhelmshaven | 8 dias  |           |
| Total | Total                  | Total       | Total         | Total       | Total         | 46 dias | 2 348 t   |

### Sucessos
- 2 navios afundados num total de 2,348 GRT[1]

| Data        | Comandante      | Nome da Embarcação | Toneladas | Nacionalidade |
| ----------- | --------------- | ------------------ | --------- | ------------- |
| 30 Set 1939 | Joachim Schepke | Gun                | 1 198     | Suécia        |
| 30 Set 1939 | Joachim Schepke | Vendia             | 1 150     | Dinamarca     |
| Total       | Total           | Total              | 2 348 t   |               |